# Йомала
Йомала (шв., фін. Jomala) — муніципалітет на Аландських островах, автономній території Фінляндії. Населення 3924 мешканців, що розмовляють шведською мовою.